# 京極為兼
京極 為兼（きょうごく ためかね）は、鎌倉時代後期の公卿・歌人。名前の読みを「ためかぬ」とする説もある。

## 生涯
京極家の祖・京極為教の子に生まれる。幼少時の初学期から従兄の為世とともに祖父為家から和歌を学ぶ。幼少時から主家の西園寺家に出仕して西園寺実兼に仕えた。為兼の「兼」は実兼からの偏諱であると考えられている。建治2年（1276年）には亀山院歌会に参会し、為兼和歌の初見となっている。
弘安3年（1280年）には東宮煕仁親王（後の伏見天皇）に出仕し、東宮及びその側近らに和歌を指導して京極派と称された。伏見天皇が践祚した後は政治家としても活躍したが、持明院統側公家として皇統の迭立に関与したことから、永仁6年（1298年）に佐渡国に配流となった。嘉元元年（1303年）に帰京が許されている。勅撰和歌集の撰者をめぐって二条為世と論争するが、院宣を得て正和元年（1312年）に『玉葉和歌集』を撰集している。翌正和2年（1313年）、伏見上皇とともに出家して法号を蓮覚のちに静覚と称した。
正和4年（1315年）12月28日、得宗身内の東使安東重綱（左衛門入道）が上洛し、軍勢数百人を率いて毘沙門堂の邸（上京区毘沙門町）において為兼を召し捕り、六波羅探題において拘禁する。翌正和5年（1316年）正月12日には得宗が守護、安東氏が守護代であった土佐国に配流となり、帰京を許されないまま河内国で没した。2度の流刑の背景には「徳政」の推進を通じて朝廷の権威を取り戻そうとしていた伏見天皇と幕府の対立が激化し、為兼が天皇の身代わりとして処分されたという説もある。
歌風は実感を尊び、繊細で感覚的な表現による歌を詠み、沈滞していた鎌倉時代末期の歌壇に新風を吹き込んだ。『玉葉和歌集』『風雅和歌集』に和歌が入集している。なお歌論書としては為兼卿和歌抄が知られる。

## 系譜
- 父：京極為教（1227-1279）
- 母：三善雅衡の娘
- 妻：不詳
  - 男子：喜賀丸

## 伝記
- 井上宗雄『京極為兼』吉川弘文館「人物叢書」、2006年、ISBN 4642052364
- 今谷明『京極為兼 忘られぬべき雲の上かは』ミネルヴァ書房「日本評伝選」、2003年、ISBN 4623038092
- 土岐善麿『京極為兼』筑摩書房「日本詩人選」、1971年。篠弘が一部代筆
- 石澤一志『京極為兼』笠間書院「コレクション日本歌人選」、2012年。歌集解説